# دارحلقه

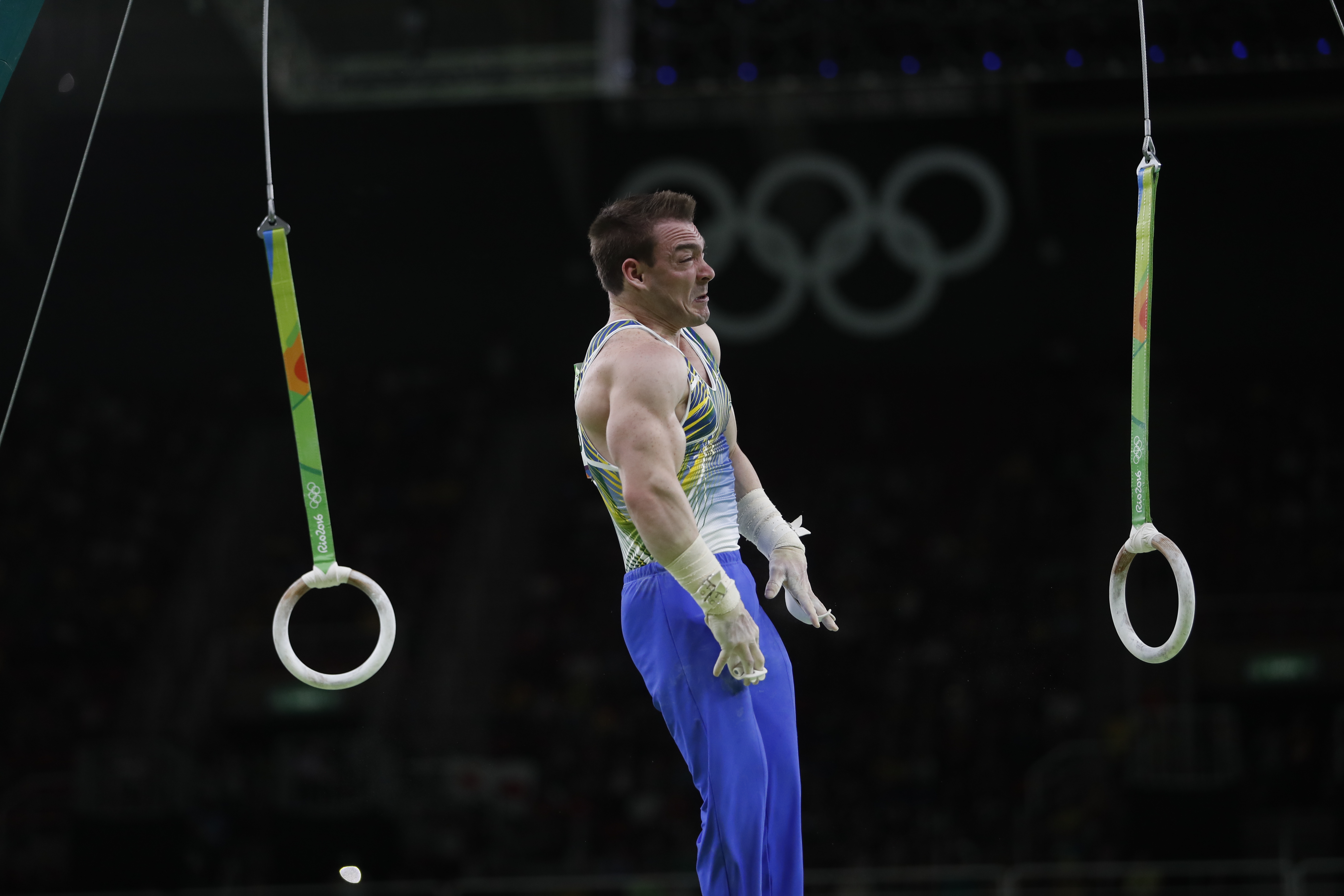
آرتور زانتی در بازی‌های المپیک تابستانی ۲۰۱۶

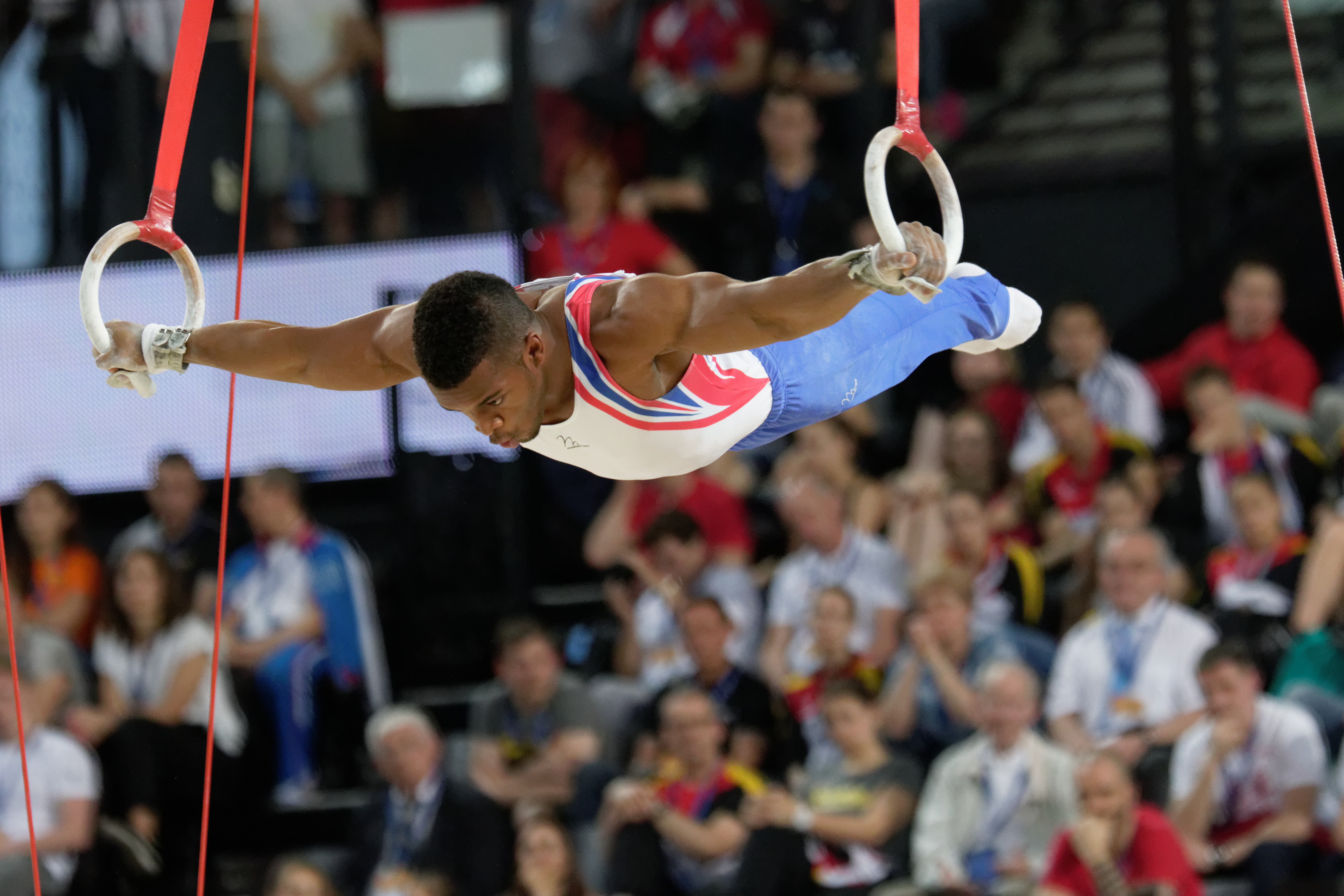
Courtney Tulloch رقابت در مسابقات ژیمناستیک هنری مردان اروپا ۲۰۱۵

دارحَلقه یکی از ابزارهای ورزش ژیمناستیک هنری است.
این ابزار تنها توسط مردان ژیمناست، بکار می‌رود.